# Mount Yuzhnaya
Mount Yuzhnaya är ett berg i Antarktis. Det ligger i Östantarktis. Australien gör anspråk på området. Toppen på Mount Yuzhnaya är 271 meter över havet.
Terrängen runt Mount Yuzhnaya är varierad. Trakten är obefolkad. Det finns inga samhällen i närheten.